# Право, законодавство і свобода
«Право, законодавство і свобода» (англ. Law, Legislation and Liberty) — magnum opus 1973 року в трьох томах Нобелівського лавреата, економіста і політичного філософа — Фрідріха Гаєка. В ньому Гаєк надалі розвиває філософські принципи, які він обговорював раніше в «Шлях до рабства», «Конституції свободи», та інших творах. «Право, законодавство і свобода» є більш абстрактною, ніж попередні роботи Гаєка, основна увага в цьому творі приділяється конфліктуючим баченнями суспільства як задуму, або штучного порядку («таксис»), з одного боку, або стихійної системи або природного порядку («космос»), з іншого. Ці ідеї далі будуть поєднані з двома різними формами права: належним правом, або «номосом», що більш менш збігається з традиційною концепцією природного права, яка являє собою надбання емерджентною властивістю соціальної взаємодії, і законодавством, або «тезисом» який зводиться до відправлення непримусових державних послуг; але який часто плутають з одиничними актами законодавства, які виправляють недоліки в номосі.

## Огляд
У «Вступі» Гаєк розглядає одне з ключових питань ― занепад конституційних обмежень для уряду, а отже, і для обмеженого уряду. 
У Розділі 1 Гаєк обговорює кілька ключових тем книги, включаючи відмінність між соціальними порядками, які еволюціонували природним шляхом, і тими, які були створені людьми. Він не погоджується з ідеєю картезіанської традиції про те, що соціальні інститути повинні бути навмисно спроектовані для того, щоб бути ефективними. Він критикує уявлення про те, що існує чіткий поділ між тим, що вважається «природним» і «штучним». 
У Розділі 2 Гаєк заглиблюється у свою концепцію спонтанного порядку, який залежить від правил, яких люди дотримуються, навіть якщо не усвідомлюють їх. У Розділі 3 обговорюється, як різні суспільні блага залежать від дотримання цих правил, навіть якщо ми не розуміємо їх обґрунтування. Гаєк також застерігає від проведення соціальних реформ без урахування важливості цих правил і потенційної небезпеки порушення соціального порядку. У Розділі 4 Гаєк застосовує свої ідеї про спонтанний порядок і важливість правил до розвитку права. Він стверджує, що право слід розглядати як таке, що розвивається зі звичаєвої практики, а не лише із законодавства. У Розділі 5 він більш детально обговорює свій погляд на право, наголошуючи на важливості захисту певних очікувань та ролі суддів. Розділ 6 представляє протилежний погляд на право, який ґрунтується на правилах організацій, а не на спонтанному порядку. Гаєк обговорює взаємозв'язок між цими двома формами права і те, як фокус змістився в бік законодавства, яке він ставить під сумнів.
У Розділі 7 Гаєк стверджує, що в розширеному соціальному порядку важливо дотримуватися загальних і абстрактних правил. Він критикує утилітаризм як теорію, що оцінює дії на основі їхніх наслідків, і пов'язує його з конструктивізмом у соціальній теорії, проти якого він виступає. У розділі 8 Гаєк критикує юридичний позитивізм. Розділ 9 ― це критика ідеалу соціальної справедливості. Гаєк ставить під сумнів легітимність вимог соціальної справедливості у спонтанному порядку і стверджує, що не може бути загального правила для вимог соціальної справедливості. Він також стверджує, що очікування того, що ціни відображатимуть заслуги чи соціальну справедливість, несумісні з функціонуванням розширеного ринкового порядку. У Розділі 10 та Розділі 11 Гаєк обговорює характеристики економічного порядку, якому він надає перевагу, та проблеми, які виникають при житті в такому суспільстві. Є Додаток, де Гаєк критикує Загальну декларацію прав людини і стверджує, що деякі формулювання прав у Декларації мають сенс лише в певному типі суспільного ладу.
У Розділі 12 Гаєк обговорює проблеми, які виникають, коли демократію розглядають як систему, що дозволяє необмежене здійснення влади більшістю, особливо коли це поєднується з політикою, заснованою на коаліціях організованих інтересів. У Розділі 13 Гаєк розглядає, як ідея законодавчого органу еволюціонувала з часом і як вона відійшла від старих уявлень про його належну сферу дії та характер. У Розділі 14 Гаєк досліджує легітимну роль уряду та проблеми, пов'язані з наданням державою послуг. У Розділі 15 Хаєк обговорює конкурентний ринковий процес, необхідну для нього політику та небезпеку покладання на ідеї «досконалої конкуренції». Розділ 16 коротко підсумовує загальну аргументацію Хайєка, викладену в книзі.
Розділ 17 представляє пропозиції Гаєка щодо вирішення проблеми відсутності обмежень для уряду. Він пропонує створити двопалатний орган влади, кожна з яких має бути обрана демократичним шляхом, причому одна палата має формулювати загальні правила, за якими працюватиме друга палата, що займатиметься повсякденним управлінням урядом. Гаєк детально розглядає механізм формування першої палати, який він підтримує, і який передбачає її обрання громадянами, що досягли 45-річного віку. У розділі 18 автор доводить важливість місцевого самоврядування у наданні конкретних державних послуг. «Епілог: Три джерела людських цінностей» повторює переконання Гаєка про важливість правил і структур, що розвинулися з часом, які не є вродженими чи навмисно розробленими. Це пов'язано з попередніми дискусіями Гаєка на еволюційні теми. Він розширює цю тему, критикуючи фрейдистські та марксистські погляди.

## Том 1— Правила і Порядок, видавництво Університет Чикаго, 1973р c.ISBN 0-226-32086-3
1. Причина і еволюція
2. Космос і Таксис
3. Принципи і доцільність
4. Змінюване поняття права
5. НОМОС: право свободи
6. Тезис: право законодавства

## Том 2— Міраж соціальної  справедливості, видавництво Університет Чикаго, 1976 с.ISBN 0-226-32083-9
1. Загальний добробут і конкретні цілі
2. Пошук справедливості
3. «Соціальна» або розподільна справедливості
4. Ринковий порядок або Catallaxy
5. Дисципліна абстрактних правил і емоцій племінного суспільства.

## Том 3— Політичний устрій вільного народу, видавництво Університет Чикаго, 1979 с.ISBN 0-226-32090-1
1. Думка більшості і сучасна демократія
2. Поділ демократичної влади
3. Державний сектор і приватний сектор
4. Урядова політика та ринок
5. Збій демократичного ідеалу: підсумки
6. Модель конституції
7. Стримування влади і розвінчання політики

Епілог: Три джерела людських цінностей

## Переклади українською
- Фрідріх А. Гайек. Право, законодавство і свобода. Нове визначення ліберальних принципів справедливості і політичної економії. Переклад з англійської: В. Дмитрук. Київ: Аквілон-Прес, 2000. 448 стор. ISBN 966-7209-01-6
- Фрідріх А. Хайєк. Право, законодавство та свобода. Нове викладення широких принципів справедливості та політичної економії. В 3 томах. Київ: Сфера, 1999-2000. ISBN 966-7267-65-2 (всі 3 томи)

- Т. 1. Правила та порядок. Переклад з англійської: Н. Комарова. 1999. 196 с. ISBN 966-7267-50-4
- Т. 2. Міраж соціальної справедливості. Переклад з англійської: Н. Комарова. 1999. 200 с. ISBN 966-7267-85-7
- Т. 3. Політичний устрій вільного народу.  Переклад з англійської: Т. Комарова. 2000. 252 с. ISBN 966-7267-99-7